# Cicuta virosa
Cicuta virosa és una espècie del gènere Cicuta dins la família de les apiàcies, tradicionalment conegudes com a umbel·líferes. Va ser descrita per Carl von Linné i publicat a Species Plantarum 1: 255, de 1753. És una planta hidròfit perenne, una de les quatre cicutes anomenades "cicutes d'aigua", considerada una de les plantes més verinoses a Amèrica del Nord i Europa central. Aquesta planta provoca intoxicacions letals tant en persones com en el bestiar, caracteritzades per induir convulsions tòniques-clòniques severes.
Existeix una certa confusió amb la denominació entre les diferents espècies de cicutes aquàtiques que pertanyen al gènere Cicuta, i amb l'espècie Conium maculatum pel fet que comunament s'anomena aquesta última "cicuta", i que pertany al gènere Conium. La Cicuta virosa, i les cicutes aquàtiques en general, i Conium maculatum es poden distingir per característiques morfològiques, on Conium maculatum té una única tija d'arrel amb taques porpres i les plantes del gènere Cicuta tenen sistemes d'arrels ramificades amb túbuls i absència de les taques porpres. També es diferencien pels seus efectes tòxics: Les del gènere Cicuta causen convulsions i estats epilèptics, mentre que l'espècie Conium maculatum causa paràlisi muscular i respiratòria.
A Espanya, aquesta espècie figura en la llista de plantes de venda regulada.

## Característiques
Pot créixer fins a un màxim de 2,5 metres, però la mitjana és d'1 metre. Té un tall cilíndric robust, no solcat i estriat, proveït de fulles de pecíol llarg i tubulós. Les flors solen ser del tipus umbel·la, i els seus segments foliars aguts i amb marge dentat El fruit és petit (1,5-2 x 1,5-2 mm), subglobulòs, caracteritzat per cinc costelles primàries arrodonides i laterals més desenvolupats. Contenen arrels curtes i tuberoses fasciculades amb portaempelts engrossits, d’on surten les arrels. La planta té tiges i cavitats buides a l'arrel per mantenir-se a ala superfície quan s'inunda.L'estructura del seu sistema és de multicambra, i contenen un líquid oliós groguenc, que es torna vermellós en exposar-se a l'aire i emet una olor característica de xirivia crua.
A l’hivern Cicuta virosa i les altres cicutes d’aigua hivernen, quedant protegides el portaempelt i les arrels, totes les altres parts de la planta moren per les gelades.A la tardor, els portaempelts globulars es formen a la base de la planta, i al mateix temps, els actuals portaempelts comencen a morir i a podrir-se. Es formen aquests nous portaempelts principalment a la superfície, i es desprenen fàcilment els uns dels altres, mentre que serveixen com a propàguls que són àmpliament difosos per inundacions de primavera.
Cicuta virosa és capaç d’acumular a les seves arrels metalls pesants, sobretot elevades concentracions de Zinc. En hàbitats on es troben aquests nivells elevats de metalls pesants, es pot donar una interacció biològica de mutualisme amb certs endòfits, que augmenten l'acumulació d’aquests elements mentre que a la planta, es promou la producció de compostos quelants de metalls, els quals desintoxiquen els metalls acumulats en els teixits de la planta. Aquests endòfits estimulen el creixement de les plàntules de la planta, per a la posterior producció d’àcid indol-3-acètic.

### Noms comuns
Mackenzie’s water hemlock, water hemlock, cicuta d’aigua, verí de castor, pastanaga salvatge, julivert salvatge i fals julivert.

### Varietats i formes
Cicuta virosa f. angustifolia, Cicuta virosa f. latisecta (Celak.), Cicuta virosa f. longiinvolucellata, Cicuta viosa subsp. orientalis, Cicuta virosa var. angustisecta, Cicuta virosa var. latisecta, Cicuta virosa var. angustifolia, Cicuta virosa var. angustisecta Celak., Cicuta virosa var. nipponica, Cicuta virosa var. orientalis, Cicuta virosa var. stricta, Cicuta virosa var. tenuifolia.

### Confusió amb aliments
La majoria de casos d'intoxicació per Cicuta virosa estan relacionats amb la seva similitud a altres plantes comestibles, com són: 
La bandera dolça (Acorus calamus), créixens (Nasturtium), xirivia salvatge (Pastinaca sativa), pastanaga salvatge (Daucus carota), Api salvatge (Apium graveolens), ginseng salvatge (Panax quinquefolius), kvanne (Angelica archangelica), i la carxofa.

## Distribució
Són autòctones de la regió nord de Nord-amèrica (sobretot a la regió boreal del continent) i Europa central, però també es troben a la zona nord d'Àsia i Rússia
Creixen principalment en substrats humits i sòls podzòlics amb torba. Se solen trobar a les vores d'aigües poc profundes de 30 a 40 cm de profunditat, pantans o zones que són pantanoses i rierols, estanys,  i en zones que són pantanoses almenys una part de l'any. També es poden trobar en estores flotants on mantenen una coexistència amb macròfits prolífics.

## Toxicitat
La Cicuta virosa és tòxica tant per a persones com per a totes les espècies del bestiar, i se suggereix que és més tòxica en etapes de desenvolupament molt primerenc, quan la planta ha emergit del sòl i quan les llavors comencen a desenvolupar-se i maduren. La part de l'arrel (tubercle) és la més tòxica, ja que és on es troba les majors concentracions dels tòxics de la planta, la resta de la planta també té capacitat d’intoxicar fins i tot les llavors verdes. Segons la zona de la planta i l'època de l'any, hi ha més o menys concentracions dels tòxics.

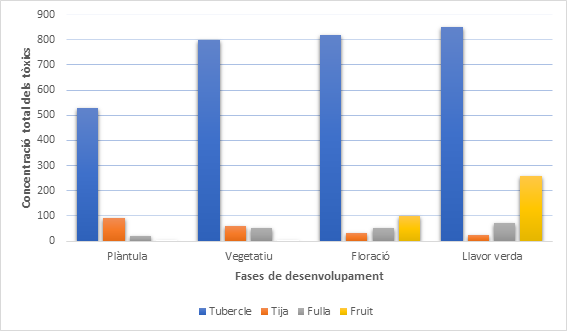
Concentracions del tòxics segons la zona i el desenvolupament de la Cicuta virosa

La toxicitat ha estat durant molt de temps associat al líquid groguenc i greixós que es produeix principalment a les arrels engrossides i portaempelts, encara que es troba a tota la planta. Quan aquest líquid queda exposat al sol, es produeix un canvi de color groc a vermell, i posteriorment a marró, aquest canvi de colors és degut a un procés d'oxidació. El líquid al descobert es descompon i es polimeritza fàcilment, especialment a temperatures que són superiors als 50 °C. Té un sabor amarg que persisteix durant diversos minuts.Tradicionalment, aquest líquid és conegut com a cicutoxina. També contenen altres substàncies com el derivat monohidroxilat de la cicutoxina, el cicutol i cicudiol els quals no posseeixen toxicitat, ja que manquen de capacitat per prolongar els potencials d’acció.
El mecanisme d’acció de la planta implica l'antagonisme de l'àcid γ-aminobutíric al receptor del canal clorur neuronal, el desequilibri de l’homeòstasi de l'acetilcolina, el mimetisme dels aminoàcids excitadors, i l'alteració dels canals de sodi.
Els quatre components tòxics principals d'aquesta planta són: la cicutoxina i els seus congèneres: El virol A, virol B virol C i la isocicutoxina, tots quatre són alcohols poliacetilènics. La cicutoxina és la més tòxica de les quatre i la isocicutoxina la menys tòxica. L'aïllament de la cicutoxina es va donar en el 1915, i es va evidenciar la seva estructura en el 1953 per E.F.L.J. Anet. L'assignació estereoquímica de la cicutoxina i el virol A juntament amb la seva relativa toxicitat es va informar en el 1996, seguit de la primera síntesi total asimètrica del virol A. La primera síntesi total de la cicutoxina va ser reportada per Gung en 2009, utilitzant una estratègia d’acoblament creuat.
El mecanisme d’acció de la Cicutoxina en el sistema nerviós central no es coneix del tot bé, a causa de no ser estable químicament. Es suggereix que la mida i la conjugació d’aquests quatre tòxics tenen importància en la seva toxicitat.
Les dosis letals mitjanes (LD50) dels principals compostos poliacetilènics en ratolins són les següents:
|             | Cicutoxina | Virol A | Virol B | Virol C | Isocicutoxina |
| ----------- | ---------- | ------- | ------- | ------- | ------------- |
| LD50(mg/kg) | 2,8        | 28,0    | 393,0   | 105,0   | 38,5          |

### Principis actius

#### Cicutoxina

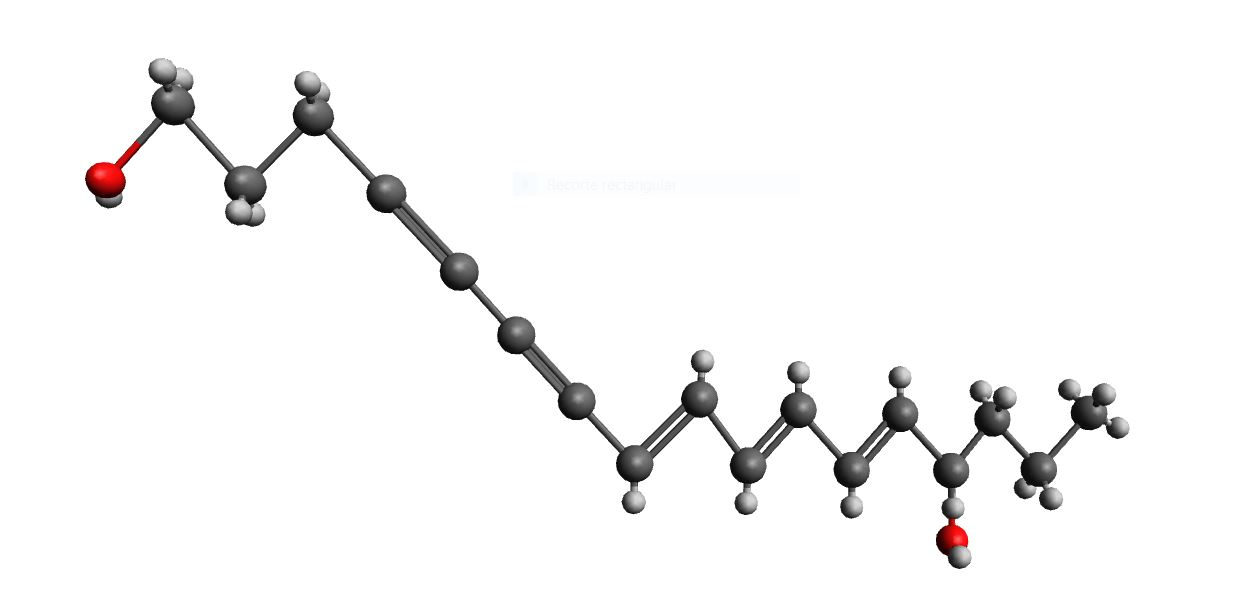
Estructura molecular en 3D de la cicutoxina

La cicutoxina és el principal tòxic de la Cicuta virosa, aquesta es produeix en els conductes interiors de la planta.És un alcohol poliacetilenic, i es pensa que es produeix a partir de l'àcid oleic mitjançant una via de biotransformació que implica reaccions d’oxidació i descarboxilació. Presenta una estructura molecular de C17H22O₂ i un pes molecular de 258,35 g/mol. Es tracta d’una substància química de la classe de poliacetilens C17, que porta un sistema de conjugació d’enllaç π llarg, un grup hidroxil terminal i al·lílic i un grup diacetilè en la seva estructura. Aquesta longitud del sistema de conjugació d’enllaç π llarg i la geometria dels dobles enllaços són crítics per a la toxicitat, com també ho són el grup funcional O terminal i l'alcohol al·lílic. El seu mode d’acció i les relacions entre la seva estructura i activitats són poc conegudes perquè posseeix inestabilitat química.
Aquest tòxic actua en els canals de clor dels receptors ionotròpics GABA-A del còrtex cerebral. Tant la cicutoxina com la resta de tòxics de la planta actuen com antagonistes no competitius del neurotransmissor agonista GABA dels receptors GABA-A, aquest neurotransmissor té funció d’inhibidor per aquests receptors, provocant inhibició o reducció de l'activitat neuronal del sistema nerviós central (SNC). La cicutoxina interfereix la unió del neurotransmissor GABA amb el seu receptor, provocant el bloqueig del canal de clor, que causa una despolarització continua i una hiperactivitat cel·lular que acaba en les convulsions tòniques-clòniques.
La cicutoxina és un potent bloquejador del corrent potassi + en els limfòcits-T verges i de memòria a més d’un inhibidor de la proliferació de les cèl·lules-T dependents del corrent potassi +. Té un percentatge de bloqueig major que el clàssic bloquejador dels canals potassi + com el as4-AP o la TEA, però tampoc realitza un bloqueig total; així i tot, pot inhibir la proliferació de limfòcits-T. Recents estudis indiquen que l'activitat bloquejadora de la cicutoxina és específica dels corrents potassi + dependents de voltatge.

#### Virol A

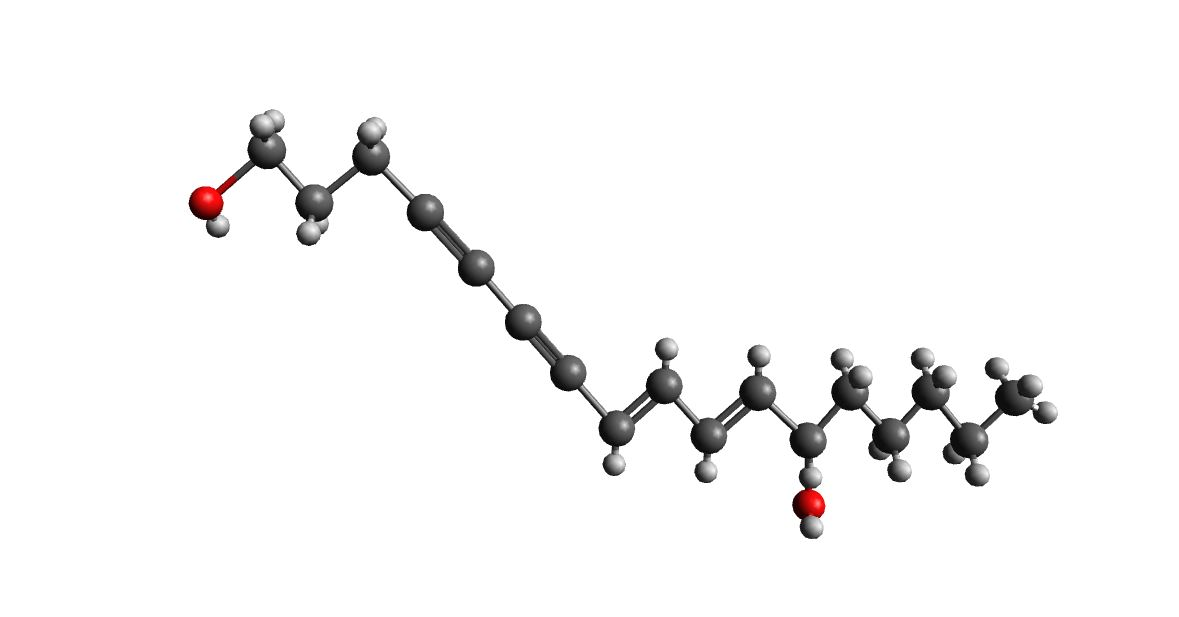
Estructura molecular en 3D del Virol A

El virol A, químicament més estable que la cicutoxina, indueix a la convulsió tònico-clònica, però amb menys eficàcia que la cicutoxina. Té una estructura molecular C17H24O₂ i un pes molecular de 260,4 g/mol.
Aquesta toxina actua inhibint, reversiblement, IGABA (corrent Cl- GABA induït) depenent de concentració en les neurones CA1 de l’hipocamp. Inhibeix la IGABA de manera competitiva, sense mostrar dependència de voltatge. La toxina actua com a agonista competitiu del neurotransmissor GABA en el complex canal-receptor de GABA Cl-.
El Virol A també inhibeix  el corrent depenent de voltatge potassi (Ik), però en menor potència que en les IGABA.

### Identificació del tòxic
Tota la planta és tòxica, però en la secció vertical de l'arrel apareix una successió característica de cavitats separades per tàbiques blancs, on es pot treure fàcilment l’oli groguenc de la planta, el qual conté els principis tòxics i té una olor característica.
Es pot efectuar una cromatografia de fase gasosa de les parts vegetals extretes amb espectrofotometria de masses sobre un extracte metanòlic. Després es realitza una nova extracció de l'extracte metanòlic per èter de petroli i una posterior anàlisi en cromatografia líquida del residu.

## Simptomatologia
Els efectes generals de la intoxicació per Cicuta virosa són  convulsions generalitzades greus, recurrents, i de vegades refractàries i altres efectes secundaris que impliquen gairebé tots els òrgans. Si la dosi ingerida és mínima, la persona afectada pot presentar símptomes  i signes mínims, sense les convulsions i amb un estat semicomatós i desorientat.
Depenent de la dosi o les zones que es menja per accident, pot variar els símptomes, la duració i el resultat.
| Dosi                 | Símptomes                                             | Duració | Resultat                                           |
| -------------------- | ----------------------------------------------------- | ------- | -------------------------------------------------- |
| Diverses mossegades  | Nàusees, possibles convulsions                        | 24/30h  | Recuperació, possibles funcions cerebrals anormals |
| Mossegada a l'arrel  | Nàusees, convulsions,vòmits                           | 72h     | Recuperació, possibles funcions cerebrals anormals |
| Mitja arrel ingerida | Palpitacions, sudoració, nàusees, convulsions, vòmits | 72h     | Recuperació, possibles funcions cerebrals anormals |
| Arrel sencera        | Marejos, nàusees, convulsions, inconsciència, coma    | >48h    | Recuperació, possible amnèsia de l'esdeveniment    |
| Planta sencera       | Convulsions, coma, atacs epilèptics                   | > 24h   | Mort                                               |

Els primers efectes després de la ingestió, apareixen entre els 15 minuts i les 10 hores, però generalment apareixen a la primera hora. Els primers símptomes en aparèixer solen ser respiració estertorosa amb les vies respiratòries parcialment carregades amb l'augment de les secrecions bronquials, nàusees, vòmits, dolor abdominal, confusió, debilitat, marejos i somnolència, però si la dosi ha sigut elevada les convulsions apareixen aviat. Altres símptomes habituals són la midriasi, salivació, apnea, bradicàrdia i taquicàrdia, i hipotensió i hipertensió.
Aquestes convulsions poden ser del tipus clònic, tònic-clònic o en forma de opistotònia. Resultats d'electroencefalografies (EEG) mostren que les convulsions inclouen anomalies bilaterals d’ona lenta i funció cerebral pertorbada difusa en les regions temporals. Els símptomes que acompanyen a les convulsions solen ser deliri, parestèsia, al·lucinacions i amnèsia.
Les contraccions musculars també són freqüents, les greus poden provocar rabdomiòlisi, mioglobinúria, hipertèrmia, insuficiència renal, edema cerebral i coagulopatia.
En general, la recuperació total pot requerir diversos dies. Els símptomes poden persistir entre les 24 h fins a les 96 hores després de la ingestió, i entre les 24-48 hores la majoria dels pacients recuperen la consciència i cessa l'activitat convulsiva.
Després de la resolució, es pot experimentar amnèsia dels esdeveniments i poden persistir símptomes lleus com inquietud, contraccions, debilitat muscular, ansietat. Com a complicacions més greus però menys usuals, es poden donar fenòmens visuals i deteriorament mental continu.
Les morts per intoxicació de la cicuta virosa, es produeixen principalment entre 1-8 hores després de la ingestió. La mort es dona per complicacions més greus resultants d'una insuficiència respiratòria progressiva secundària, atacs epilèptics, fibril·lació ventricular, col·lapse pulmonar, edema cerebral, congestió del cervell i vasos meningis, hemorràgies cerebrals i necrosi de la parènquima renal. Si el pacient sobreviu després de les 8 hores, és un indicador que no donen complicacions molt greus i que es donarà una recuperació eventual, sempre que no es pateixi un posterior insult anòxic.

### Anomalies bioquímiques
Es dona un augment de l'aspartat transaminasa (AST), l'activitat de la creatina-cinasa (CK), la creatina fosfocinasa (CFK), lactohidrogenasa sèrica (LDH), andalanina tansaminasa (ALT), que reflecteixen una disfunció hepàtica subjacent, i una pujada de creatina fosfocinasa (CFK) en cas que es presenti rabdiomiòlisi. L'augment de les activitats d’aquests enzims també es poden donar com a complicacions després de la resolució de la intoxicació.

## Tractament
La intoxicació per Cicuta virosa és tan ràpida que en la majoria dels casos no es pot realitzar cap tractament eficaç. Està suggerida la inducció de vòmits si no es disposa de medicaments propers. La morfina pot ajudar a controlar les convulsions.
En el cas de poder rebre tractament, s'ha d’iniciar amb una benzo-diazepam quan comencen les convulsions, en el cas que aquestes no cedeixin, s'ha de passar a l'administració fenobarbital per via intravenosa. Les benzodiazepines i barbitúrics es basen en l'efecte estimulant de la cicutoxina en els receptors GABAA. No es recomanen l’ús de medicaments anticolinèrgics, com la benzatropina i biperidina.
Si l'activitat convulsiva no cessa, cal un suport respiratori intensiu, amb intubació i ventilació mecànica, i un seguiment continu de l’EEG.
Una vegada es controla l'activitat convulsiva, es controlen les possibles complicacions de la intoxicació. La hipotensió es respon amb la substitució de líquids per via intravenosa, però si no és suficient s'utilitzen vasopressors, com ara la dopamina o la noradrenalina. L'acidosi metabòlica es tracta amb bicarbonat de sodi una vegada estabilitzada la tensió.
Si es dona rabdomiòlisi, se sol tractar amb fluids intravenosos adequats per al bon funcionament renal, també s'utilitza l'alcalinització urinària per a reduir el dany renal, induït per la mioglobina. Una hemodiàlisi pot ser necessària si es desenvolupa una insuficiència renal; no obstant això, no eliminarà els principis tòxics.

## Utilitats

### Cicuta virosa L.var.Latisecta Celakcom a conservador alimentari
Aquesta és l'única de les varietats de la Cicuta virosa que no presenta cap toxina ni té cap informe sobre casos d’intoxicació. S'ha utilitzat des de l'antiguitat a medicina popular per al tractament de la dispèpsia.
S'ha demostrat que l’oli d’aquesta varietat té propietats antifúngiques, i es pot utilitzar com a conservant alimentari natural, el qual deixa residus no detectables després de l'emmagatzematge de l'aliment. Els olis principals que li confereixen aquestes propietats són el ɣ-terpinè (40,92%), el p-cimè (27,93%) i l'aldehid cumí (21,20%), que són similars als del comí (Cuminum cyminum). Aquests olis estan classificats com a “generalment considerats com a segurs” (GRAS) segons la United States Food and Drug Administration (FDA).
Aquests tres components, juntament amb altres components minoritaris de l’oli essencial, tenen propietats antifúngiques sobre el desenvolupament dels fongs i també inhibeixen la esporulació i germinació dels fongs que deterioren els aliments. Aquests efectes sobre l'esporulació fúngica es produeixen pels efectes dels components volàtils produïts per l’oli de la planta sobre el desenvolupament micelià superficial o a la percepció i transducció dels senyals implicats en el canvi de desenvolupadors vegetatius a reproductius. S'ha demostrat que també inhibeixen la síntesi de la aflatoxina B1 d’Aspergillus flavus, reduint el pes del miceli, a més de la inhibició del catabolisme dels carbohidrats, que actuen sobre determinats enzims.

#### Cicuta virosa L.var.Latisecta Celakcom a insecticida
Aquesta varietat també es suggereix que presenta efecte insecticida per a espècies com A.albopictus i B.brassicae, gràcies a les seves cumarines principals: Umbelliprenina, imperatorina i isoimperatorina.

### Terapèutic
Hi ha estudis que han demostrat que cicuta virosa té potencial ansiolític, analgèsic i antiinflamatori que poden ser útils sobretot per alteracions del sistema nerviós com l'epilèpsia, convulsions, espasmes i catalèpsia,  però no es coneix del tot el mecanisme d’acció.

#### Homeopatia
Cicuta virosa s'ha utilitzat en medicina tradicional com a remei natural en diferents trastorns neuronals com per exemple l'epilèpsia. S'ha reconegut com a opció terapèutica contra les convulsions epilèptiques en Material Medica per Adolf Zur Lippe (1854), John Henry Clarke (1902), James Tyler Kent (1905) i Cyrus Maxwell Boger (1915). Suposen una alternativa als fàrmacs antiepilèptics convencionals (FAE) com el topiramat i la retigabina, que poden produir efectes secundaris psiquiàtrics i conductuals.
Les preparacions homeopàtiques es preparen a partir de saba de la planta acabada d'expressar, i es dilueix amb la mateixa quantitat d'alcohol, la dilució anul·la els efectes nocius de la planta. Aquestes preparacions redueixen la duració de les crisis epilèptiques, modulant la neurotransmissió GABAérgica amb l'augment de la latència de les sacsejades mioclòniques i la conductància del potassi. Bioquímicament, redueixen la proxidació de lípids i enforteixen el mecanisme d’eliminació de radicals lliures. El fàrmac utilitzat no pot passar la concentració de 100 mg/L.

#### Activitat antitumoral
Cicuta virosa presenta derivats de coumarines i cicutoxines en les parts aèries de les arrels, les coumarines són les següents: Archangelicina, Libanorin, Columbianedin, Isoedultin, Zosimin, 2-methylbut-(2Z)-enoic acid(9R,10R)-10-hydroxy-8,8-dimethyl-9,10-dihydro-2H,8H-benzo[1,2-b:3,4-b’]dipyran-2-one-9-yl ester, Duacoidin A, Ammijin, Columbianetin-β-D-glucoside, Apterin i diarchangelicina. La majoria d'aquests compostos químics naturals presenten un efecte invers a la resistència múltiple a fàrmacs (MDR) en les cèl·lules cancerígenes, que comporta una certa activitat antitumoral.

## Casos d'intoxicació
- A Sendai (Japó), maig del 1992[18]

- A Nord-amèrica, 2001, mort d’un noi de 14 anys després d’ingerir la planta confonent-la amb una pastanaga.[16]

- Es va informar sobre una família de cinc persones que van optar per fregar la seva pell amb la planta per alleujar la pruïja. Tots els membres de la família van desenvolupar símptomes comuns de la intoxicació per Cicuta virosa i van morir dos nens.[26]

## Intoxicació en el bestiar
Els casos d’intoxicació per Cicuta virosa són més comuns en el bestiar pels seus hàbits alimentaris, sobretot a la primavera quan el terra és suau i els portaempelts i les arrels de fora de la terra són més accessibles.

### Precaucions
Existeixen diferents mètodes per a evitar la proliferació de la Cicuta virosa i evitar les seves intoxicacions. Si s'asseca el sòl de les pastures es redueix o inclòs s'elimina completament les cicutes d’aigua en conjunt, a més de millorar el creixement de les espècies farratgeres desitjables. Es pot anivellar el terreny, realineant les rases i millorant el drenatge. A la primavera quan el sòl és humit, es pot eliminar els portaempelts de la Cicuta virosa amb desbrossament o excavació manual, important realitzar bé aquesta manualitat, ja que qualsevol peça restant pot brotar i formar noves plantes. Aquests portaempelts recollits s'han d'assecar primer per a poder eliminar-los seguidament cremant-los.
En els darrers 20-30 anys s'ha anat desenvolupant un moviment per “viure de la terra”, que ha portat molta gent inexperta a collir de plantes i bolets al camp. Això ha provocat un nombre creixent d’intoxicacions per espècies de bolets com l'Amanita phalloides, per plantes: guant (digitalis) i monkshood (Aconitum napellus) o per baies com el Taxus baccata. La Cicuta virosa i les altres espècies del gènere Cicuta pertanyen a aquest grup.